# Савоя
Савоя (на френски: Savoie; на италиански: Savoia) е историческа област в Западна Европа. Разположена в западните части на Алпите с център град Шамбери, днес тя обхваща части от територията на Франция, Швейцария и Италия.

## История
Обособява се през 11 век като Савойско графство (от 15 век – Савойско херцогство). Савойската династия постепенно увеличава своите владения и през 19 век успява да обедини цяла Италия под своя власт. Въпреки това, през 1860 година основната част от историческата област Савоя е присъединена към Франция, където образува департаментите Савоа и От Савоа.
Регионът обхваща почти изцяло алпийски планински терен. Голямата част от ограничените му земеделски земи се използват за паша или за отглеждане на житни култури, лозя и ябълки. Сред развитите отрасли са млекопроизводството и дърводелството. Преобладаваща религия е римокатолицизмът, но има и малко протестантски общности.